# Trichactia pictiventris
Trichactia pictiventris är en tvåvingeart som först beskrevs av Zetterstedt 1855.  Trichactia pictiventris ingår i släktet Trichactia och familjen parasitflugor. Arten är reproducerande i Sverige. Inga underarter finns listade i Catalogue of Life.